# Mia Talerico
Mia Talerico (født 17. september 2008 i Santa Barbara, Californien, USA) og er en amerikansk skuespiller som er mest kendt som Charlie fra serien Held og lykke, Charlie! på Disney Channel. Charlie er den lille nyfødte pige som fylder en del i den travle familie.